# Pleins Feux
 (décembre 2023).
Si vous disposez d'ouvrages ou d'articles de référence ou si vous connaissez des sites web de qualité traitant du thème abordé ici, merci de compléter l'article en donnant les références utiles à sa vérifiabilité et en les liant à la section « Notes et références ».
Pleins Feux (Spotlight) est un roman policier de l'écrivaine britannique Patricia Wentworth publié en 1947. Il est paru en France aux éditions Seghers en 1979, dans une traduction de Gilles Berton, avant d'être repris aux éditions 10/18 dans la collection « Grands Détectives » no 2406 en 1993.

## Résumé
La jeune Dorinda Brown fait appel à Miss Silver afin d'élucider une affaire gênante. En effet, un maître chanteur a invité toutes ses victimes - dont Dorinda - pour un week-end. Mais cet escroc est assassiné. Dorinda espère être disculpée par la détective.